# Mattia Casadei
Mattia Casadei (Rímini, Italia; 2 de julio de 1999) es un piloto italiano de motociclismo. Actualmente es campeón del mundo de Copa Mundial de MotoE con el equipo de Lucio Cecchinello, el LCR E-Team.
Casadei compitió en la MotoGP Red Bull Rookies Cup y en el Campeonato Italiano de Velocidad en las categorías de Moto3 y Supersport 600.

## Biografía
Mattia comenzó a competir en el Campeonato Italiano de Minibikes en 2008. Posteriormente en 2015 pasó a ser piloto de MotoGP Rookies Cup en el equipo Paolo Simoncelli, antes de regresar al Campeonato Italiano, compitiendo en las categorías Moto3 y Supersport 600 con la formación de Paolo Simoncelli. En 2019, Casadei dio el salto a MotoE ™ con los colores del equipo Ongetta SIC58 Squadra Corse, debutando en el Gran Premio de Alemania de Motociclismo de 2019 continuando su colaboración con Paolo Simoncelli. Una tercera posición en Misano fue lo más destacado del año. En 2020 continúa con Ongetta SIC58 Squadra Corse, alcanzando la quinta posición final.

## Resultados

### Red Bull MotoGP Rookies Cup
(Carreras en negrita indica pole position, carreras en cursiva indica vuelta rápida)
| Temp. | 1       | 2      | 3      | 4       | 5      | 6       | 7      | 8       | 9     | 10     | 11    | 12     | 13     | Pos. | Pts. |
| ----- | ------- | ------ | ------ | ------- | ------ | ------- | ------ | ------- | ----- | ------ | ----- | ------ | ------ | ---- | ---- |
| 2015  | JER Ret | JER 10 | ASS 14 | ASS Ret | SAC 14 | SAC 8   | BRN 9  | BRN Ret | SIL 9 | SIL 8  | MIS 8 | ARA 12 | ARA 16 | 14.º | 52   |
| 2016  | JER Ret | JER 11 | ASS 6  | ASS 4   | SAC 7  | SAC Ret | RBR 16 | RBR 15  | BRN 6 | BRN 12 | MIS 8 | ARA 10 | ARA 14 | 10.º | 68   |

### Campeonato del Mundo de Motociclismo
Sistema de puntuación de 1993 hasta 2022:
| Posición | 1.º | 2.º | 3.º | 4.º | 5.º | 6.º | 7.º | 8.º | 9.º | 10.º | 11.º | 12.º | 13.º | 14.º | 15.º |
| Puntos   | 25  | 20  | 16  | 13  | 11  | 10  | 9   | 8   | 7   | 6    | 5    | 4    | 3    | 2    | 1    |

#### Por temporada
| Temp. | Cat.  | Moto     | Equipo                      | Carreras | Victorias | Podios | Poles | V.Ráp. | Pts. | Pos. |
| ----- | ----- | -------- | --------------------------- | -------- | --------- | ------ | ----- | ------ | ---- | ---- |
| 2019  | MotoE | Energica | Ongetta SIC58 Squadra Corse | 6        | 0         | 1      | 0     | 0      | 39   | 10.º |
| 2020  | MotoE | Energica | Ongetta SIC58 Squadra Corse | 7        | 0         | 2      | 0     | 0      | 74   | 5.º  |
| 2021  | MotoE | Energica | Ongetta SIC58 Squadra Corse | 6        | 0         | 3      | 0     | 0      | 79   | 6.º  |
| 2021  | Moto2 | Kalex    | Italtrans Racing Team       | 1        | 0         | 0      | 0     | 0      | 0    | NC   |
| 2022  | MotoE | Energica | Pons Racing 40              | 12       | 2         | 7      | 1     | 1      | 156  | 4.º  |
| 2023  | MotoE | Ducati   | HP Pons Los40               | 16       | 5         | 10     | 1     | 4      | 260  | 1.º  |
| 2024  | MotoE | Ducati   | LCR E-Team                  | 8        | 2         | 6      | 0     | 0      | 132* | 1.º* |
| Total | Total | Total    | Total                       | 56       | 9         | 29     | 2     | 5      | 740  |      |

- * Temporada en curso.

#### Carreras por año
(Carreras en negrita indica pole position, carreras en cursiva indica vuelta rápida)
| Año  | Cat.  | Moto     | 1       | 2      | 3       | 4       | 5     | 6       | 7      | 8     | 9       | 10    | 11    | 12    | 13    | 14    | 15    | 16      | 17  | 18  | Pos. | Pts. |
| ---- | ----- | -------- | ------- | ------ | ------- | ------- | ----- | ------- | ------ | ----- | ------- | ----- | ----- | ----- | ----- | ----- | ----- | ------- | --- | --- | ---- | ---- |
| 2019 | MotoE | Energica | GER 11  | AUT 13 | RSM Ret | RSM 3   | VAL 9 | VAL 8   |        |       |         |       |       |       |       |       |       |         |     |     | 10.º | 39   |
| 2020 | MotoE | Energica | SPA 5   | AND 3  | RSM 5   | ERM 4   | ERM 2 | FRA Ret | FRA 13 |       |         |       |       |       |       |       |       |         |     |     | 5.º  | 74   |
| 2021 | MotoE | Energica | SPA 4   | FRA 2  | CAT Ret | NED 6   | AUT   | RSM 3   | RSM 2  |       |         |       |       |       |       |       |       |         |     |     | 5.º  | 79   |
| 2021 | Moto2 | Kalex    | QAT     | DOH    | POR     | SPA     | FRA   | ITA     | CAT    | GER   | NED     | EST   | AUT   | GBR   | ARA   | RSM   | AME   | ERM Ret | ALG | VAL | NC   | 0    |
| 2022 | MotoE | Energica | SPA 17  | SPA 3  | FRA 1   | FRA 2   | ITA 4 | ITA Ret | NED 3  | NED 3 | AUT Ret | AUT 4 | RSM 1 | RSM 2 |       |       |       |         |     |     | 4.º  | 156  |
| 2023 | MotoE | Ducati   | FRA Ret | FRA 4  | ITA 3   | ITA Ret | GER 5 | GER 2   | NED 4  | NED 3 | GBR 6   | GBR 1 | AUT 1 | AUT 1 | CAT 2 | CAT 1 | RSM 1 | RSM 3   |     |     | 1.º  | 260  |
| 2024 | MotoE | Ducati   | POR 3   | POR 1  | FRA 3   | FRA 2   | CAT 6 | CAT Ret | ITA 2  | ITA 1 | NED     | NED   | GER   | GER   | AUT   | AUT   | RSM   | RSM     |     |     | 1.º* | 132* |

- * Temporada en curso.